# Ramco Point Conservation Park
Ramco Point Conservation Park är en park i Australien. Den ligger i delstaten South Australia, omkring 150 kilometer nordost om delstatshuvudstaden Adelaide. Den ligger vid sjön Ramco Lagoon.
Trakten runt Ramco Point Conservation Park är nära nog obefolkad, med mindre än två invånare per kvadratkilometer.. Närmaste större samhälle är Waikerie, nära Ramco Point Conservation Park. 
Omgivningarna runt Ramco Point Conservation Park är i huvudsak ett öppet busklandskap. Genomsnittlig årsnederbörd är 320 millimeter. Den regnigaste månaden är februari, med i genomsnitt 68 mm nederbörd, och den torraste är oktober, med 8 mm nederbörd.